# Princess Resurrection
Princess Resurrection (яп. 怪物王女 Кайбуцу о:дзё, «Принцесса чудовищ») — комедийно-приключенческая манга Ясунори Мицунаги. Публиковалась в журнале Monthly Shonen Sirius c 2005 года. В 2007 году была экранизирована в 26-серийный сериал студией Madhouse. В 2010 году вышло продолжение в формате OVA, выпущенное студией Tatsunoko. Последняя глава манги вышла в Японии 26 февраля 2013 года, а последний том – 9 апреля. С 25 ноября 2017 выходит продолжение манги "Принцесса чудовищ: Кошмар / Kaibutsu Oujo Nightmare" .

## Сюжет
Хиёрими Хиро переезжает в новый город к своей сестре Сававе, которая недавно устроилась на работу горничной и пригласила его пожить с ней. Но ни сестры, ни её хозяйки ещё нет, поэтому Хиро отправляется побродить по городу. Во время прогулки он видит маленькую девочку, волокущую огромную тележку с вещами. На груде этих вещей, в кресле, сидит красивая незнакомка. Когда, из-за поломки колеса у тележки, она сходит на тротуар, со стрелы башенного крана на её голову срывается несколько стальных перекрытий, но в последний момент Хиро отталкивает её в сторону, из-за чего сам попадает под балку.
Придя в себя в морге местной больницы, он понимает, что каким-то образом не умер, и бежит из больницы сломя голову. Дорога выводит его к поляне рядом с домом Сававы, который был заперт утром. Там, на его глазах, происходит схватка между утренней девушкой и оборотнем. Повинуясь непонятному импульсу, Хиро закрывает девушку собой от очередной атаки оборотня и обеспечивает ей победу. К своему удивлению Хиро понимает, что его раны моментально затягиваются. Девушка объясняет, что теперь он — Воин Крови — бессмертный телохранитель Королевской Семьи, а она — Принцесса Монстров — его хозяйка.

## Описание мира
- Королевская семья — семья повелителя всех сверхъестественных существ — Короля-Феникса. Все дети короля ведут постоянную борьбу между собой за право стать следующим королём по принципу: «Остаться должен только один». В результате даже тем, кого трон не интересует, приходится участвовать в противостоянии. Членам королевской семьи запрещено иметь армии, поэтому основной ударной силой являются Воины Крови и немногочисленные наёмники. P.s. : в борьбе за трон запрещено использовать зомби.
- Воин Крови — бессмертный телохранитель члена королевской семьи. Как правило, это высококлассный воин, согласившийся на посмертное воскрешение для службы члену королевской семьи. Инициация происходит путём испития крови члена королевской семьи. После инициации Воину требуется пить кровь каждые несколько дней, в противном случае он умрёт, когда действие крови закончится. Воины Крови считаются элитой и внушают страх и уважение лишь одним своим титулом.
- Андроиды-слуги — личные слуги членов королевской семьи. К каждому принцу или принцессе приставлен один андроид-слуга. Бывают как мужского, так и женского пола, и различного размера (от миниатюрной Фландре до гигантского Фландерса). Обладают огромной силой. Также оборудованы системой самоуничтожения, активирующейся автоматически после смерти своего хозяина. Все андроиды могут говорит лишь одно слово «Фуга», но при этом их хозяева отлично их понимают. Также все имена андроидов-слуг начинаются с буквы «Ф».
- Оборотни — вервольфы, одни из лучших воинов Королевства. Сильнее, быстрее и выносливей, чем обычные люди. В полнолуние их способности увеличиваются. В трансформации превращаются в прямоходящих волков, сохраняя свою личность. Четко следуют кодексу чести воина. Очень редко становятся Воинами Крови, так как считают это бесчестным поступком. Находятся в постоянной вражде с вампирами.
- Вампиры — делятся на два вида: высшие и низшие. Низшие — обращённые люди, полностью подчинённые высшим вампирам. Боятся солнечного света, святых предметов, чеснока и серебряного оружия. По боевым навыками ненамного превосходят людей. Высшие — урождённые вампиры. Не боятся священных предметов, равнодушны к серебру, солнце лишь ослабляет их, не убивая. Находятся в постоянной вражде с оборотнями.

## Персонажи

### Главные персонажи
Химэ (яп. 姫) — центральный персонаж аниме и манги. Вторая Принцесса Королевства, одна из возможных наследников трона. Настоящее имя Лилиан, но она не любит, когда её так называют и требует, чтобы её всегда называли Принцессой. Хладнокровна, умна, расчётлива. В любой ситуации сохраняет полное спокойствие и полагается на логику и трезвый расчёт. Отлично владеет любым оружием, но чаще всего использует цепную пилу. В манге нередко демонстрирует своё мрачное чувство юмора. С развитием сюжета манги становится неравнодушна к Хиро. После окончания Войны берёт себе имя Лилиан фон Феникс.
Сэйю: Аяко Кавасуми
Хиро Хиёрими (яп. 日和見 日郎 Хиёрими Хиро:) — воин крови Химэ, младший брат Сававы, горничной Химэ. Ученик средней школы. Добр, честен, полностью предан Химэ. Несмотря на то, что почти не владеет оружием часто спасал Химэ, выступая в роли живого щита. Является постоянной мишенью для подколов Химэ, а также объектом приставаний Рэйри, что обеспечило его завистью со стороны одноклассников. Влюблен в Химэ. 
Сэйю: Фуюко Ора
Фландре (яп. フランドル Фурандору) — андроид-слуга Химэ, а также её водитель. Имеет внешность маленькой девочки, но при этом, как и другие андроиды имеет огромную физическую силу. В бою использует такое оружие как лэнс, кувалда или бревно и как правило выступает напарником Химэ. В аниме показана безэмоциональной, за исключением эпизода, когда она выходит из строя. В манге может испытывать чувства вины и злобы.
Сэйю: Сихо Кавараги
Лиза Вайлдман (яп. リザ•ワイルドマン Ридза Вайрудоман) — оборотень-полукровка. Дочь Вольга Вайлдмана, сестра Лобо Вайлдмана. Смелая и уверенная в себе девушка со вспыльчивым характером. Как полукровка, неспособна к полной трансформации и может преобразовать лишь свои руки в мощные волчьи лапы. Великолепный боец, способный успешно противостоять даже превосходящему по силам противнику. В бою оружия, как правило, не использует, предпочитая рукопашную схватку. Постоянно конфликтует с Рэйри, в основном из-за того, что она вампир. За помощь Рейри Лиза была изгнана из мира оборотней.
Сэйю: Юко Кайда
Рэйри Камура (яп. 嘉村 令裡 Камура Рэйри) — высший вампир, ученица старшей школы Сасанаки, двукратная победительница местного конкурса красоты. Умная и хитрая интриганка, старающаяся получить выгоду из любой ситуации. В бою оружия обычно не использует, полагаясь на хитрость и способности высших вампиров. Постоянно провоцирует Лизу на конфликт, и зачастую вполне успешно. За помощь Лизе её изгнали из мира вампиров и теперь она живёт в доме Химэ и, похоже, она не собирается её предавать.
Сэйю: Мамико Ното
Савава Хиёрими (яп. 日和見 紗和々 Хиёрими Савава) — горничная Химэ и старшая сестра Хиро. Наивная и добродушная девушка. Как правило не обращает внимание на сверхъестественные события, творящиеся вокруг неё, а если обращает, то не придаёт им значения.
Сэйю: Юко Минагути

### Второстепенные персонажи
Шервуд (яп. シャーウッド Ся:уддо) — Третья Принцесса Королевства, младшая сестра Химэ. Представляет собой смесь озорной девочки и коварной интриганки. Первоначально пыталась убить Химэ, но после неудачи предложила заключить союз. Не использует оружия, предпочитая находиться под защитой Франциски и Рю-Рю — большой панды, по совместительству Воина Крови Шервуд. Влюблена в Хиро.
Сэйю: Ай Симидзу
Франциска (яп. フランシスカ Фурансисука) — андроид-слуга Шервуд, «младшая сестра» Фландре. В отличие от «старшей сестры», оборудована боевыми программами, что делает её более опасной. Также способна метать камешки, со скоростью близкой к пуле.
Сэйю: Рика Моринага
Цепелли (яп. ツェペリ Цэпэри) — высший вампир, владелец городского госпиталя Сасанаки. Хороший знакомый Рэйри. Желает получить королевскую кровь, чтобы обрести бессмертие. В аниме представлен одним из главных врагов Химэ. В манге эту роль выполняет Киниски, а Цепелли охотится за кровью, скорее ради развлечения.
Сэйю: Кэнъю Хироути
Дракуль (яп. ドラクル Дорокуру) — Высший вампир, имеющий высокое положение в вампирском обществе. Как и Цеппели, охотится за кровью Химэ, но в отличие от последнего, абсолютно не стесняется в средствах. В ходе истории выясняется, что он был в сговоре с одним из членов Королевской Семьи. Граф Дракуль оригинальный персонаж аниме, в манге не встречается. В манге его роль отведена Киниски.
Сэйю: Хотю Оцука
Киниски (яп. キニスキー Кинисуки:) — Высший вампир, также известный как «Убийца оборотней Киниски», за то что убил более 200 оборотней. Жестокий и безжалостный воин, использующий любые методы для достижения цели. В отличие от своего экранного воплощения Дракуля, вступил в игру, желая обрести бессмертие и стать Королём. Стал прототипом графа Дракуля, в аниме. Как самостоятельный персонаж в аниме или OVA не появляется.
Эмиль (яп. エミール Эми:ру) — Принц Королевства, старший брат Химэ. Активный участник борьбы за престол. Обладает особой способностью телекинез, действующий лишь в радиусе 15 метров. Его отряд состоит из: Кезайи Болда — воина-оборотня, и знакомого отца Лизы; Русалки Мадлен, спасённой с корабля-призрака; Следжа — крылатого человека и Фландерса — самого большого из андроидов-слуг.
Северин (яп. セブラン Сэбуран) — Принц Королевства, ещё один из братьев Химэ. Кровный враг Химэ, так как ответственен за нападение зомби на замок Химэ и гибель всех её Воинов Крови. Его отряд состоит из андроида-слуги Франца и Воина Крови Микасы.
Сильвия (яп. シルヴィア Сирувиа) — первая Принцесса Королевства, старшая сестра Химэ. Хитра, амбициозна, стремится получить трон в свои руки. Была захвачена Киниски, вероятно, вследствие недооценки его, как возможного союзника. Её отряд включает в себя андроида-слугу Францетту и циклопа Воина Крови. Позже к Сильвии присоединяется профессор Флимен.
Сэйю: Кикуко Иноуэ
Гиллиам (яп. ギリヤム Гирияму) — Старший брат Лилиан и ещё один активный член войны за трон. Великолепный фехтовальщик, обладатель живого клинка, который также является его Воином Крови. Помимо этого в подчинения Гиллиама находятся андроид-слуга Фретеллус и огромный жук — ещё один Воин Крови Гиллиама.
Сэйю: Юка Игути
Накуа (яп. 南久阿 Накуа) — Синтоисткая богиня, защищавшая город в котором поселилась Химэ. В качестве жертв, ежегодно убивала несколько учеников школы, в которой она поселилась. После поражения от Лизы и Рэйри и тяжёлой войны с пришлыми богами поселилась в небольшом святилище на территории особняка Химэ. Несмотря на то, что является богиней, её способности несколько ограничены и сильно зависят он объёмов поклонения ей. Основные способности связаны с повелеванием пауками. В бою пользуется поддержкой от одного до трёх гигантских пауков. Накуа посвящена манга «Nakua-Den» — являющаяся спин-оффом манги Princess Resurrection.
Сэйю: Хироми Конно
Дюкен (яп. デユケン Дэюкэн) — Старейший из членов Королевской Семьи, ещё не получивший сил Феникса, участник прошлой войны. Обладатель уникального андроида-слуги Франца — андроида с телом собаки и командир небольшой армии роботов. На самом деле был убит принцем Фухито, который превратил его тело в киборга подконтрольного ему, тем самым инсценировав свою гибель.
Фухито — Ещё один участник прошлой Войны, несмотря на это имеет внешность маленького мальчика. Коварен, жесток, практичен. Обладатель сильнейшего телекинеза, более сильного, чем у Эмиля. Инсценировал свою смерть, взяв под контроль убитого им принца Дюкена, дабы избежать поражения в прошлой Войне и принял участие в новой битве за трон.
Нодзоми Кобутидзава (яп. 小淵沢 望 Кобутидзава Нодзоми) — Одноклассник Хироми, носящий прозвище «Бутти». Фотограф-вуайерист, постоянно влипающий в истории. Помешан на всевозможных сверхъестественных историях и является постоянным членом экспедиций принцессы Шервуд. В ходе слежки за Рэйри раскрыл, что Рэйри — вампирша. Также случайно обнаружил кладбище живых мертвецов и летающую тарелку. После того, как его телом временно завладел пришелец, получил способность генерировать силовые поля из ладоней.

## Аниме
В 2007 году манга была экранизирована студией «Madhouse Studios». Премьера аниме-сериала произошла 13 апреля 2007 года, на канале TBS (ночной сеанс). Также аниме транслировалось на каналах BS-i, CBC и KBS Kyoto.

### Список эпизодов
| № серии      | Название                                               | Трансляция в Японии      |
| ------------ | ------------------------------------------------------ | ------------------------ |
| 01           | Принцесса Возрождения (яп. 蘇生王女 Sosei Oujo)        | 13 апреля 2007           |
| 02           | Принцесса Разрушения (яп. 破壊王女 Hakai Oujo)         | 20 апреля 2007           |
| 03           | Принцесса Возмездия (яп. 暴走王女 Bousou Oujo)         | 27 апреля 2007           |
| 04           | Принцесса Дипломатии (яп. 交渉王女 Koushou Oujo)       | 4 мая 2007               |
| 05           | Кровное родство Принцессы (яп. 血統王女 Kettou Oujo)   | 11 мая 2007              |
| 06           | Альянс Принцессы (яп. 同盟王女 Doumei Oujo)            | 18 мая 2007              |
| 07           | Молниеносная Принцесса (яп. 電撃王女 Dengeki Oujo)     | 25 мая 2007              |
| 08           | Тайная комната Принцессы (яп. 密室王女 Misshitsu Oujo) | 1 июня 2007              |
| 09           | Черно-белая Принцесса (яп. 白黒王女 Shirokuro Oujo)    | 8 июня 2007              |
| 10           | Воспоминания Принцессы (яп. 追憶王女 Tsuioku Oujo)     | 15 июня 2007             |
| 11           | Принцесса Кошек (яп. 猫舌王女 Nekojita Oujo)           | 22 июня 2007             |
| 12           | Изношенная Принцесса (яп. 消耗王女 Shoumou Oujo)       | 29 июня 2007             |
| 13           | Жертва Принцессы (яп. 生贄王女 Ikenie Oujo)            | 6 июля 2007              |
| 14           | Бегущая Принцесса (яп. 疾走王女 Shissou Oujo)          | 13 июля 2007             |
| 15           | Гости Принцессы (яп. 訪問王女 Houmon Oujo)             | 20 июля 2007             |
| 16           | Наследие Принцессы (яп. 継承王女 Keishou Oujo)         | 27 июля 2007             |
| 17           | Стареющая Принцесса (яп. 年増王女 Toshima Oujo)        | 3 августа 2007           |
| 18           | Принцесса Охоты (яп. 狩人王女 Karyuudo Oujo)           | 10 августа 2007          |
| 19           | Принцесса Океана (яп. 海洋王女 Kaiyou Oujo)            | 17 августа 2007          |
| 20           | Связи Принцессы (яп. 連結王女 Renketsu Oujo)           | 24 августа 2007          |
| 21           | Изгнанная Принцесса (яп. 追放王女 Tsuihou Oujo)        | 31 августа 2007          |
| 22           | Бойня Принцессы (яп. 殺戮王女 Satsuriku Oujo)          | 7 сентября 2007          |
| 23           | Принцесса Зомби (яп. 死霊王女 Shiryou Oujo)            | 14 сентября 2007         |
| 24           | Дуэль Принцессы (яп. 決闘王女 Kettou Oujo)             | 21 сентября 2007         |
| 25           | Принцесса Преступница (яп. 不良王女 Furyou Oujo)       | 28 сентября 2007         |
| 26 (special) | Кома Принцессы (яп. 昏睡王女 Konsui Oujo)              | выпускался только на DVD |

### Расхождения с мангой
- Кардинально отличается предыстория событий. В аниме Хиро спасает Химэ, от падающих железных балок. В манге, он становится жертвой ДТП, будучи сбитым машиной, которая срикошетила от Фландре;
- Из ТВ-сериала полностью удалена кровь, в результате процесс кормления Воинов Крови представлен в виде передачи энергии. Также из сериала исключены все сцены с расчленением и этти-сцены;
- В аниме при переходе в режим защиты Хиро и другие Воины Крови не меняют внешность. В манге у них белеют волосы, а глаза становятся похожими на глаза Химэ;
- В аниме Хиро использует только импровизированное оружие (кочергу, древко от метлы). В манге он нередко использует боевое оружие, чаще всего топор.

## OVA
В 2010 году были выпущены 3 OVA-серии под названием Princess Express. Каждый эпизод это самостоятельная история. Но есть отличия от оригинального аниме. В частности в OVA, Хиро не получал жизненную силу через «огонь жизни», a как в оригинальной манге пил кровь у хозяйки. Так же в OVA эпизодах при пробуждении силы у Хиро белеют волосы, a зрачки становятся вертикальными. А первые 5 минут первой серии повторяют точь в точь сюжет первого номера манги.